# Marstein (Meißnervorland)
Der Marstein bei Frankenhain im nordhessischen Werra-Meißner-Kreis ist eine 320,9 m ü. NHN hohe Erhebung des Unteren Werraberglandes. Zur Unterscheidung vom nahen Kleiner Marstein wird der Hauptgipfel auch Großer Marstein genannt. Beide Erhebungen sind jeweils von einem Dolomitfelsen gekrönt und als Naturdenkmal ausgewiesen.

## Geographie

### Lage
Der Marstein liegt im Geo-Naturpark Frau-Holle-Land (Werratal.Meißner.Kaufunger Wald), 1,2 km nordöstlich des Dorfs Frankenhain, einem Gemeindeteil von Berkatal, und gehört zur Frankenhainer Gemarkung. Rund 200 m südlich des (Großen) Marsteins befindet sich im Übergangsbereich zum Käseberg (317,4 m) der Felsen Kleiner Marstein (⊙), und etwa 450 und 700 m östlich liegen die Karstquellen Kressenborn und Breitenborn.

### Naturräumliche Zuordnung
Der Marstein gehört in der naturräumlichen Haupteinheitengruppe Osthessisches Bergland (Nr. 35), in der Haupteinheit Unteres Werrabergland (358) und in der Untereinheit Unterwerrasattel (358.0) zur Karstlandschaft des Naturraums Meißnervorland (358.03).

## Schutzgebiete
Etwa 1 km ostnordöstlich des Marsteins liegt der Nordostteil des Naturschutzgebiets Kripp- und Hielöcher (CDDA-Nr. 164260; 1967 ausgewiesen; 17 ha groß), dessen Südwestteil sich rund 600 m südsüdöstlich am Käseberg befindet. Auf dem Marstein liegen Teile des Fauna-Flora-Habitat-Gebiets Meißner und Meißner-Vorland (FFH-Nr. 4725-306; 20,42 km²).